# Cold as Ice
Cold as Ice to utwór dance-pop, promujący jako pierwszy ósmy studyjny album niemieckiej wokalistki Sarah Connor – Real Love. Producentami utworu są Kay Denar oraz Rob Tyger. Teledysk to utworu został wyreżyserowany przez Daniela Lwowskiego, który współpracował już z Connor, przy wideoklipie do utworu Bounce oraz Skin on Skin.
Kompozycja powstała poprzez pomieszanie 3 stylów muzycznych: dance, pop oraz techno.
Singel cieszył się raczej ograniczonym sukcesem, klasyfikując się w Top 20 niemieckiego notowania oraz Top 30 austriackiej listy przebojów. „Cold as Ice” nie zajęło żadnej pozycji na szwajcarskiej liście przebojów.

## Historia wydania
Początkowo utwór miał zostać wydany 17 września, jednak jego premiera została przesunięta najpierw o tydzień (na 24 września), a następnie o dwa tygodnie (na 8 października). Po raz pierwszy utwór można było usłyszeć 9 września na antenie niemieckiego radia Planet Radio. Oficjalna premiera odbyła się dwa dni później na antenie radia NRW1 o godzinie 21.00.

## Ocena
8 września na niemieckiej stronie Artist-Area.de pojawiła się krótka informacja o najnowszym singlu Sarah Connor. Utwór Cold as Ice dostał 7 gwiazdek, w skali 8-gwiazdkowej, a ponadto, można było się dowiedzieć, iż:

„Utwór jest utrzymany w stylu up-tempo z dużą ilością syntezatorów. Singiel jest idealną kompozycją na lato oraz to, że zostanie on wykorzystany do promocji X-Factor”.

## Teledysk
Oficjalna premiera teledysku odbyła się 1 października 2010 na antenie niemieckiego kanału VIVA, o godzinie 22.00. Reżyserem teledysku jest Daniel Lwowski. Videoclip przedstawia artystkę znajdującą się w bardzo kolorowej scenerii.

## Obecność w kulturze masowej
Singel miał zapowiadać wielki powrót Connor po prawie 2-letniej przerwie w solowej karierze. Utwór miał być międzynarodowym hitem (pierwsze informacje dotyczące produkcji wskazywały, iż głównym producentem jest RedOne. Po oficjalnej premierze (8 października) w przeciągu tygodnia utwór zadebiutował tylko na 2 oficjalnych notowaniach (poz. 16 Niemcy i poz. 27 Austria). Jeżeli chodzi o ojczysty kraj, utwór wypadł stosunkowo słabo (poprzedni singel, promujący album Sexy as Hell „Under my Skin” zadebiutował na 4. pozycji). Kilka tygodni później utwór zajął 54. pozycję na oficjalnym notowaniu singli w Polsce (Polish Top50). Utwór nie uzyskał żadnego zainteresowania w Szwajcarii, stając się pierwszym singel wydanym przez Connor, który nie zajął żadnej pozycji na oficjalnym notowaniu w Szwajcarii. Piosenka z pewnością nie stała się utworem, dzięki któremu Connor zyskała większe grono fanów i wypadła bardzo słabo przy jej największych hitach („From Sarah with Love” czy „Skin on Skin”), pomimo takiego samego sztabu produkcyjnego. Sama Connor niespełna po dwóch tygodniach od oficjalnej premiery, ogłosiła, iż kolejnym singlem z albumu będzie kompozycja „Real Love”.

## Występy na żywo
Po raz pierwszy utwór został zaprezentowany przez artystkę 20 sierpnia podczas koncertu we Frankfurcie. 10 października Connor wykonała piosenkę na imprezie sportowej Stock-Car Crash Challenge 2010.
Inne wykonania na żywo:
- 22 października – Live Radio SAW[9].
- 27 października – Live Radio FFN[10].
- 20 listopada – Live RTL, Willkommen bei Mario Barth[11].

## Formaty i lista utworów singla
Cold As Ice: 2-Track
1. Cold as Ice 4:12
2. Cold as Ice (PH Electro Remix) 6:09

## Informacje ogólne
- Wokal: Sarah Connor
- Słowa: Rob Tyger, Kay Denar
- Publikacja: George Glueck
- Kompozycja: Tyger, Denar
- Sprzedaż i promocja: Tyger, Denar
- Remix: Tyger, Denar

## Pozycje na listach
Utwór zadebiutował na 16. pozycji najlepiej sprzedających się singli w Niemczech oraz na pozycji 27. w Austrii. Były to najwyższe miejsca jakie osiągnął. „Cold as Ice” jest pierwszym singlem wydanym przez Connor, który nie zajął żadnej pozycji na szwajcarskiej liście przebojów. W Polsce utwór zadebiutował na 79. miejscu najczęściej odtwarzanych utworów w stacjach radiowych oraz na 18. pozycji w propozycjach (68. pozycja) notowania Polish TOP 50. Jest to pierwszy singel (po From Zero to Hero), wydany przez Connor, który u klasyfikował się na oficjalnym notowaniu singli w Polsce. Na rosyjskim notowaniu AirPlay Top 100 kompozycja zadebiutowała na 97. pozycji, a 4 tygodnie później osiągnęła najwyższą pozycję - 80. W notowaniu AirPlay Top 100 miasta Moskwy „Cold as Ice” zadebiutowało na miejscu 78. i trzy tygodnie później uzyskało miejsce 56., które okazało się najwyższym na owym notowaniu. Dzięki wysokim pozycją przez pierwsze 11 tygodni (w pierwszej 10 notowania) utwór zajął 41. pozycję w całorocznym notowaniu 'Annual Evaluation 2010' organizowanym przez Euro WebCharts.
| Lista przebojów (2010)              | Najwyższa pozycja |
| ----------------------------------- | ----------------- |
| Austria (Media Control AG)          | 27                |
| CIS (Tophit)                        | 80                |
| Europa (European Hot 100)           | 59                |
| Europa (Euro WebCharts)             | 1                 |
| Niemcy (Media Control AG)           | 16                |
| [A] Niemcy (Official Radio TOP 100) | 36                |
| Polska (ZPAV)                       | 54                |
| [A] Polska (ZPAV)                   | 30                |
| [A] Rosja (Tophit)                  | 74                |
| [A] Airplay World Official Top 100  | 59                |
| Top40-Charts.com Web Top 100        | 83                |
| World Singles Official Top 100      | 52                |

| Notowania (2010)                | Najwyższa pozycja |
| ------------------------------- | ----------------- |
| Europa (Annual Evaluation 2010) | 41                |
| Niemcy (INFINITY)               | 132               |
| Notowania (2011)                | Najwyższa pozycja |
| Europa (Annual Evaluation 2011) | 18                |

Notowania radiowe
| Kraj   | Notowanie (2010)          | Wydawca                               | Najwyższa pozycja | Data osiągnięcia pozycji szczytowej |
| ------ | ------------------------- | ------------------------------------- | ----------------- | ----------------------------------- |
| Niemcy | Superhit Countdown        | Radio FFN                             | 12                | 2010-12-18                          |
| Niemcy | Die SR 1 Hörercharts      | SR 1 Europawelle - GANZ GROSSES RADIO | 16                | 2010-09-06                          |
| Polska | Gorąca 20                 | Radio Eska                            | 1                 | 2010-11-13                          |
| Polska | Londowanie                | Radio Hit Planeta                     | 1                 | 2010                                |
| Rosja  | Moscow Airplay TopHit 100 | Moskwa AirPlay Top 100                | 55                | 2011-11-08                          |

Adnotacje
- A ^ Notowanie Airplay.

## Historia wydania
| Region | Data                | Format           |
| ------ | ------------------- | ---------------- |
| Niemcy | 5 października 2010 | digital download |
| Niemcy | 8 października 2010 | Singel CD        |
| Polska | 1 listopada 2010    | airplay          |